# The Singles Collection Volume 3
«The Singles Collection, Volume 3» — це третя збірка з серії чотирьох бокс-сетів, випущена обмеженим тиражем, що складається з серії CD, британського рок-гурту «Queen», яка вийшла у 2010 році. Бокс-сет містить ремастеризовані версії наступних 13 синглів, що потрапили до «топ-40» чартів, випущених «Queen», які вийшли після тих, що увійшли до другого тому.
Цей набір примітний тим, що композиція «Blurred Vision» і сингловий мікс «Pain Is So Close to Pleasure» стали доступні на CD.

## Трек-лист
Диск 1
1. «It's a Hard Life» — 4:10
2. «Is This the World We Created...?» — 2:13

Диск 2
1. «Hammer to Fall» (синглова версія) — 3:41
2. «Tear It Up» — 3:25

Диск 3
1. «Thank God It's Christmas» — 4:22
2. «Man on the Prowl» — 3:27
3. «Keep Passing the Open Windows» — 5:22

Диск 4
1. «One Vision» (синглова версія) — 4:03
2. «Blurred Vision» — 4:42

Диск 5
1. «A Kind of Magic» — 4:27
2. «A Dozen Red Roses For My Darling» — 4:44

Диск 6
1. «Friends Will Be Friends» — 4:08
2. «Princes of the Universe» — 3:32

Диск 7
1. «Pain Is So Close to Pleasure» (сингловий ремікс) — 4:01
2. «Don't Lose Your Head» — 4:38

Диск 8
1. «Who Wants to Live Forever» (синглова версія) — 4:04
2. «Forever» — 3:21

Диск 9
1. «One Year of Love» — 4:28
2. «Gimme The Prize» — 4:34

Диск 10
1. «I Want It All» (синглова версія) — 4:03
2. «Hang On in There» — 3:46

Диск 11
1. «Breakthru» — 4:10
2. «Stealin'» — 3:59

Диск 12
1. «The Invisible Man» — 3:58
2. «Hijack My Heart» — 4:11

Диск 13
1. «Scandal» — 4:44
2. «My Life Has Been Saved» (оригінальна версія) — 3:15